# C. H. Waterman Industries
C. H. Waterman Industries Inc. war ein US-amerikanischer Hersteller von Automobilen.

## Unternehmensgeschichte
Das Unternehmen wurde am 13. März 1975 in Athol in Massachusetts gegründet. Es stellte Automobile her, die als CHW vermarktet wurden. 1977 oder 1978 endete die Produktion. Am 19. Oktober 1983 wurde das Unternehmen aufgelöst.

## Fahrzeuge
Im Angebot standen Elektroautos. Sie basierten auf Fahrzeugen europäischer Hersteller. CHW 886 und CHW 887 entsprachen optisch dem DAF 44 und der CHW 952 dem Renault 5. Ein Elektromotor trieb die Fahrzeuge an. Sie hatten 16 Batterien. Die Höchstgeschwindigkeit war mit 72 km/h angegeben und die Reichweite mit 120 km.